# М'юїр Вудс
М'юїр Вудс (англ. Muir Woods National Monument) — національна пам'ятка США в каліфорнійському окрузі Марін біля берегової лінії Тихого океану. Пам'ятка займає 224 гектари, на 97 з яких росте перестійний ліс червоного дерева.

## Географія
М'юїр Вудс знаходиться в ущелині, розташованому вздовж берега Тихого океану не далі 2–3 км від нього, що обумовлено ареалом Sequoia sempervirens. Цей ареал простягнувся по березі океану від південного кордону штату Орегон до містечка Біг Сюр (лежить між Сан-Франциско і Лос-Анджелесом). Унікальний клімат цього узбережжя — прохолодний океан та яскраве сонце — сприяє зростанню найвищих дерев на Землі, секвої. Листя цього дерева здатні забирати вологу з повітря, що необхідно для таких високих дерев, тому що коренева система не здатна підняти достатньо води на висоту більше 100 метрів. Середньодобова температура в цьому районі від 4 до 21 °C, річна кількість опадів у парку коливається від 1000 мм у нижній частині долини до 1200 мм на схилах. Високі дерева ростуть в ущелинах, які захищають їх від сильних вітрів.

## Ґрунт
Секвої ростуть на коричневих багатих гумусом суглинках, які можуть бути щебенюватими, кам'янистими і частково піщаними. Ці ґрунти добре дреновані та помірно кислі.

## Флора
Найпоширініше дерево у М'юїр Вудс — секвоя вічнозелена (Sequoia sempervirens). Ці більш високорослі родичі гігантської секвої (Sequoiadendron giganteum) виростають до висоти 115 метрів. Найвище дерево в М'юїр Вудс має висоту 79 м. Середній вік дерев від 500 до 800 років, найстаріші — 1200 років.
Високі крони секвої залишають мало шансів іншим деревам, яким доводиться адаптуватися до слабкого сонячного світла. Місцевий клен (Bigleaf Maple) має особливо велике листя. Зустрічається лавр і таноак (англ. Tanoak).

## Фауна
У М'юїр Вудс живуть більш ніж 50 видів птахів. Це відносно невелике число пов'язано з відсутністю комах. Танін, що міститься в деревах, відлякує комах. Іноді можна побачити північну плямисту сову (англ. Northern Spotted Owl) і дятлів (англ. Pileated woodpecker).
Мешкають тут різні ссавці розміром від крота (англ. American Shrew Mole) до оленя. Більшість ссавців веде нічний спосіб життя або мешкає під землею. Часто можна побачити бурундука і сірих вивірок. Останній американський чорний ведмідь (англ. American Black Bear) був помічений у 2003 році.

## Історія

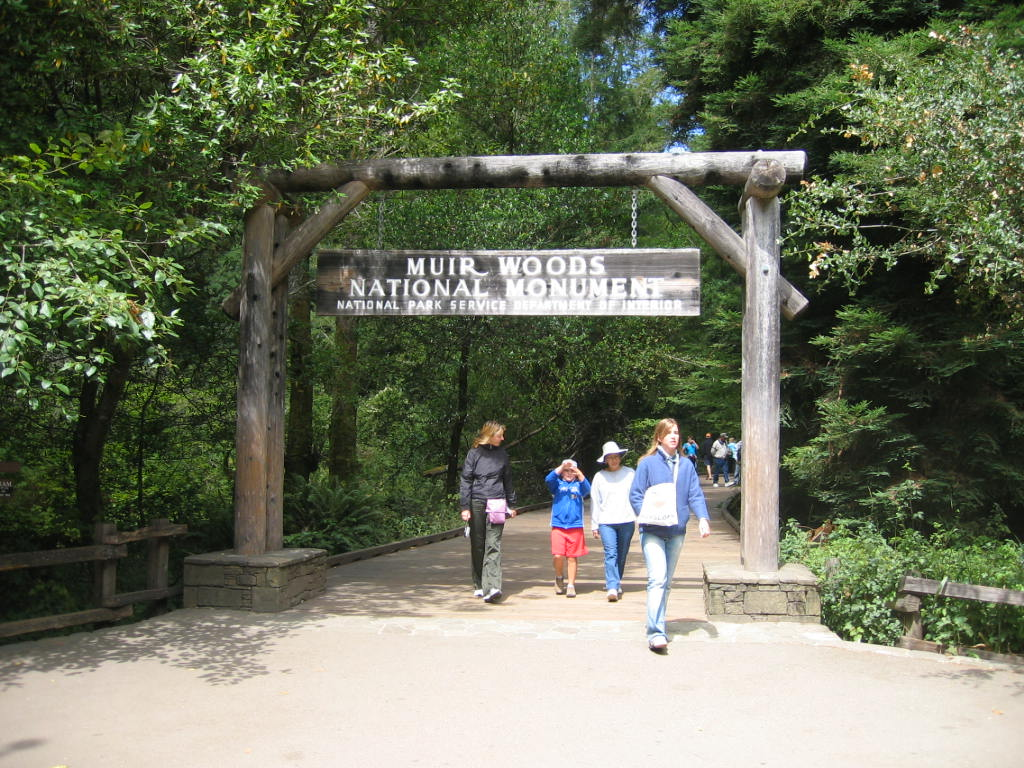
Головний вхід до М'юїр Вудс

Сто п'ятдесят мільйонів років тому секвої росли по всьому континенту. До приходу лісорубів у XIX столітті вони займали площу близько 8000 км². До початку XX століття більшість цих лісів була вирубана.
Щоб врятувати залишки дерев, місцевий бізнесмен Вільям Кент з дружиною Елізабет купили 247 гектарів землі, які при будівництві греблі мали бути затоплені. Гідротехнічна компанія подала на нього до суду й тоді Кент знайшов вихід — він подарував 119 га землі федеральному уряду.
9 січня 1908 року президент Теодор Рузвельт оголосив ці землі національною пам'яткою. За умовою Кента пам'ятку було названо на честь натураліста Джона М'юїра (англ. John Muir), який багато зробив для створення системи національних парків. У 1937 році будівництво мосту Золоті Брама було завершено, і відвідуваність парку виросла в три рази, досягнувши понад 180 тисяч осіб на рік. М'юїр Вудс є однією з головних туристичних пам'яток Території затоки Сан-Франциско (англ. San Francisco Bay Area).